# Тіштін
Тіштін (чеськ. Tištín) — містечко в Чехії, в Оломоуцькому краї, округ Простейов.
Згідно з даними від 1 січня 2021 року в Тіштіні проживає 470 мешканців.
У 2007 році населеному пункту було повернено статус містечка.

## Відомі уродженці
- Францішек Каутни (1810—1885) — церковний діяч, священник Товариства Ісуса, педагог, провінціал Галицької провінції єзуїтів у 1871—1877 роках.